# Huichinal Chila Pérez
Huichinal Chila Pérez är en ort i Mexiko.   Den ligger i kommunen Tantoyuca och delstaten Veracruz, i den sydöstra delen av landet, 240 km norr om huvudstaden Mexico City. Huichinal Chila Pérez ligger 134 meter över havet och antalet invånare är 373.
Terrängen runt Huichinal Chila Pérez är platt. Runt Huichinal Chila Pérez är det ganska tätbefolkat, med 60 invånare per kvadratkilometer. Närmaste större samhälle är Tantoyuca, 11,5 km sydväst om Huichinal Chila Pérez. Trakten runt Huichinal Chila Pérez består till största delen av jordbruksmark.